# Penthimia noctua
Penthimia noctua är en insektsart som beskrevs av William Lucas Distant 1918. Penthimia noctua ingår i släktet Penthimia och familjen dvärgstritar. Inga underarter finns listade i Catalogue of Life.